# Topa Mică, Cluj
Topa Mică (în maghiară Pusztatopa, în germană Kleinbun) este un sat în comuna Sânpaul din județul Cluj, Transilvania, România.

## Date geografice
Pe teritoriul acestei localități se găsesc izvoare sărate, saramura fiind întrebuințată din vechi timpuri de către localnici. 

## Istoric
Satul Topa Mică apare pentru prima dată într-un document din 1324, cu numele Tupa.

## Personalități
- Ioan Alexandru, (1941 - 2000), deputat, senator, scriitor

## Bibliografie

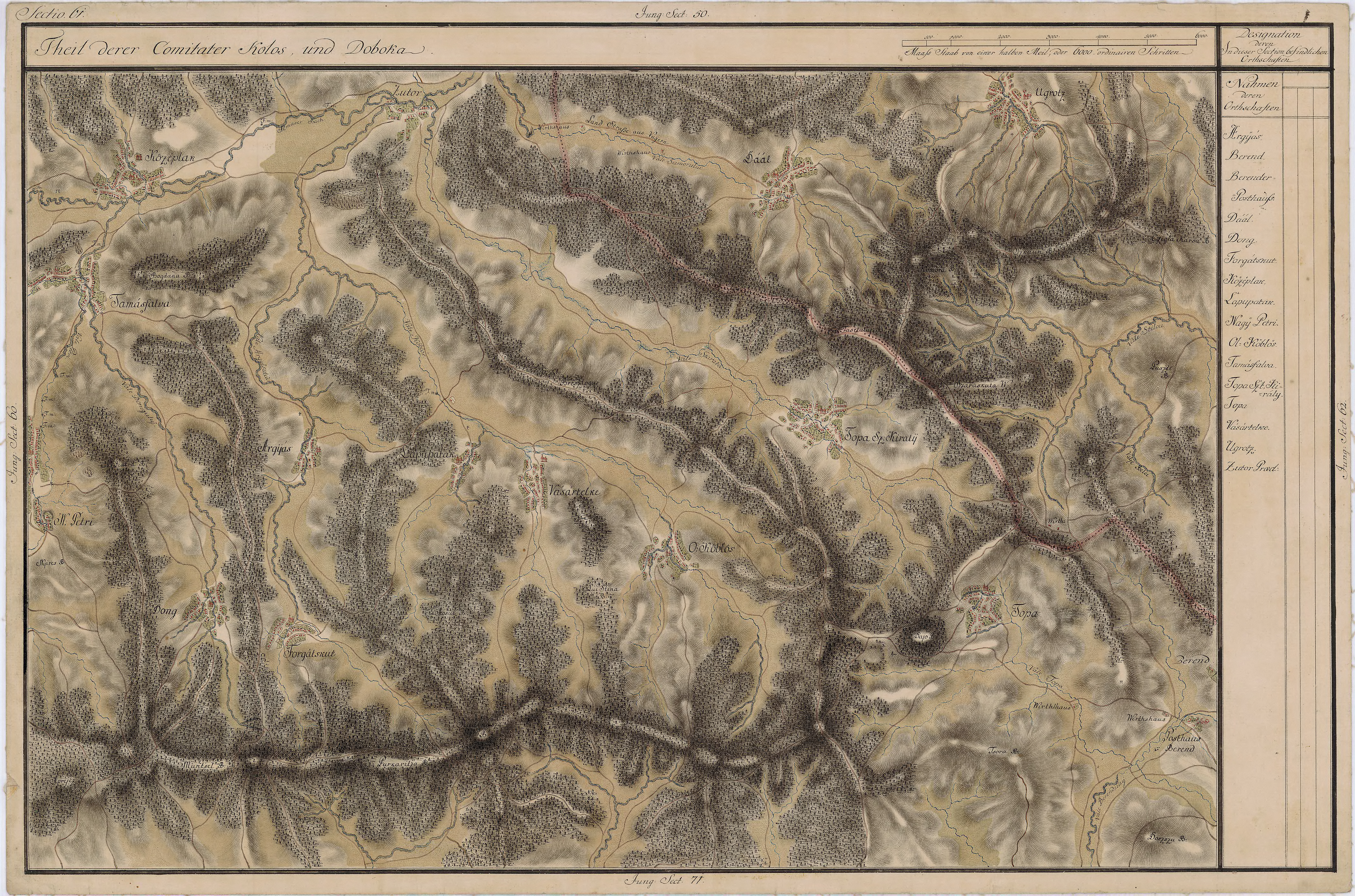
Topa Mică în Harta Iosefină a Transilvaniei, 1769-1773